# Barkas B1000
Barkas B1000 je malý dodávkový automobil vyráběný od roku 1961 v tehdy východoněmecké automobilce v Chemnitz.

## Historie
Navazoval na modely Framo V 901 a později Barkas V 901/2, jenž ovšem na konci padesátých let 20. století zastaraly. Konstruktéři proto vyvinuli model, jenž byl vizuálně podobný Volkswagen Transporteru T1, a instalovali do něj motor o objemu 900 kubických centimetrů a výkonu 37 koní, jenž se používal rovněž ve Wartburgu 311. Po uplynutí několika měsíců se motorizace vozidla změnila, a sice zvýšením objemu na 992 kubických centimetrů a výkonu na 45 koní, což vedlo k pojmenování automobilu B1000. Stejný motor se montoval i do Wartburgu 353. Přesto instalovaná dvoudobá motorová jednotka neměla dostatečný výkon pro pohon dodávkového automobilu a její přetěžování následně vedlo ke snížení životnosti.
Ač konstruktéři vyvinuli ještě typ B1100, do něhož namontovali čtyřdobý motor o objemu 1480 kubických centimetrů vyvinutý v Sovětském svazu, nikdy se do sériové výroby nedostal. Další plánovaná úprava se realizovala roku 1989, kdy po pádu Berlínské zdi získal Barkas B1000 motor o obsahu 1300 cm³ z automobilu Volkswagen Golf, ale ani s touto úpravou nedokázal konkurovat vozidlům západní provenience a poslední automobil se vyrobil 10. dubna 1991. Celkově tak automobilka vyrobila na 176 tisíc těchto vozidel.

## Verze karoserie
Vůz se vyráběl ve více karosářských verzích, z nichž každá měla své dvoupísmenné označení:
| Zkratka | Fotografie | Název                       | Popis                                                                     |
| ------- | ---------- | --------------------------- | ------------------------------------------------------------------------- |
| FR      |            | Fahrerhaus-Rahmenausführung | vozidlo s karoserii, kterou si jeho majitel může dle svých potřeb upravit |
| HP      |            | Pritschenfahrzeug           | valník s dvoumístnou kabinou                                              |
| KA      |            | Kastenwagen                 | nákladní vozidlo s uzavřenou kabinou pro dvě osoby                        |
| KB      |            | Kleinbus                    | mikrobus                                                                  |
| KK      |            | Krankenwagen                | sanitka                                                                   |
| KM      |            | Kasten-Mehrzweckwagen       | čtyř až pětimístná dodávka s polouzavřenou kabinou                        |

## Technické údaje
Automobil poháněla ve dvoudobém taktu benzinová motorová tříválcová jednotka o obsahu 992 kubických centimetrů, která vozidlu umožňovala vyvinout maximální rychlost 115 kilometrů za hodinu. Motor dosahoval výkonu 31 kilowatt, což odpovídá 42 koním. Udávaná spotřeba činila 10,5 litru paliva na 100 kilometrů jízdy. Na délku měl vůz 4520 milimetrů, na šířku 1860 milimetrů a jeho výška dosahovala 1910 milimetrů. Mezi nápravami měl rozvor o délce 2400 milimetrů. Jeho pohotovostní hmotnost činila 1165 kilogramů a celková 2050 kilogramů.